# Marcelle Meyer
Pour les articles homonymes, voir Meyer.
Marcelle Meyer, née le 22 mai 1897 à Lille et morte le 17 novembre 1958 dans le 15e arrondissement de Paris, est une pianiste classique française. 
Elle est une figure artistique de l'entre-deux-guerres, notamment au sein du Groupe des Six (Francis Poulenc, Darius Milhaud, Georges Auric, Arthur Honegger, Germaine Tailleferre, Louis Durey) avec Erik Satie, ainsi qu'avec les musiciens Henri Sauguet et Roger Désormière.

## Biographie
Elle compte parmi ses amis les plus proches Maurice Ravel, Igor Stravinsky et Jean Cocteau. Jacques-Émile Blanche l'a peinte en 1922 en compagnie du Groupe des Six et de Cocteau.

### Formation
Elle prend ses premières leçons de piano à cinq ans, données par sa sœur Germaine, son aînée de neuf ans. Elle entre au Conservatoire de musique et de déclamation à Paris en 1911, dans la classe de Marguerite Long, puis, peu de temps après, dans celle d'Alfred Cortot, qui l'amène aux premiers prix du Conservatoire dès 1913 : à la fin de son interprétation du concerto de Saint-Saëns, Cortot se précipite sur la scène et l'embrasse. C'est sous le patronage de Ricardo Viñes qu'elle découvre Maurice Ravel[réf. souhaitée].

### Défense de la musique contemporaine pour piano
En 1917, elle épouse le comédien Pierre Bertin, qui fréquente aussi bien les cercles contemporains de la musique que ceux du théâtre. Le 24 mai 1921, il met en scène et joue la pièce d'Erik Satie, Le Piège de Méduse ; Bertin introduit ainsi sa jeune épouse auprès de Satie, dont, à 20 ans, elle devient l'interprète préférée. Peu avant le décès de Debussy, elle travaille avec lui sur ses Préludes, qu'elle crée salle Gaveau lors du premier récital entièrement consacré au compositeur.
En dehors de la musique de compositeurs contemporains, elle est aussi une des pionnières en France de la redécouverte des partitions de Jean-Sébastien Bach, Jean-Philippe Rameau, François Couperin ou encore Domenico Scarlatti, qu'elle grave pour les Discophiles français, disparaissant l'année même où cette maison de disques cesse son activité. André Tubeuf la présente comme « celle des grandes pianistes françaises du XXe siècle qui fut le plus formidablement polyvalente, et aussi le plus exemplairement et constamment française dans cette polyvalence même ».
Elle succombe à un accident cardio-vasculaire à l'hôpital, au 79 rue de la Convention  le 17 novembre 1958 à 15 heures, après une visite chez sa sœur Germaine Survage au 26 rue des Plantes dans le 14ème. À l'invitation du chef d'orchestre Dimitri Mitropoulos[réf. souhaitée], elle projetait à cette époque une tournée en Amérique.

## Créations
Comme interprète, Marcelle Meyer est la créatrice de plusieurs partitions, de Milhaud (Printemps en 1920, L'Automne en 1932, Scaramouche en 1937), de Stravinsky (Les Noces en 1923, avec Francis Poulenc, Georges Auric et Hélène Ralli, Sérénade pour piano en 1925), d'Igor Markevitch (Partita). 
Elle est aussi la dédicataire des Impromptus pour piano de Poulenc (qu'elle a créés en 1922) et de Trois Françaises d'Henri Sauguet, créées en 1923.

## Influences
Alexandre Tharaud a dit son admiration pour elle : « Marcelle Meyer, c'était avant tout un jeu qui ne ressemblait à aucun autre, un piano solide, charpenté, mis au service d'un chant d'une constante fluidité. […] à mon sens la plus grande pianiste française » et comme elle, a enregistré Jean-Philippe Rameau ou Maurice Ravel au piano.

## Discographie
Marcelle Meyer est « une des rares interprètes de sa génération dont on puisse considérer les enregistrements comme une œuvre à part entière ».
Sa discographie comprend :
- L'intégrale : Ses enregistrements 1925–1957 : Chabrier, Ravel, Debussy, Couperin, Bach, Rameau, Domenico Scarlatti, Stravinsky, Mozart, Rossini, Haydn, Schubert, Milhaud, Poulenc, Manuel de Falla, Albéniz, 17 CD EMI, 2007
- Inédits Marcelle Meyer : Chopin, Barcarolle ; Debussy, Images ; Falla, Nuits dans les jardins d'Espagne* - Orchestre de la RAI de Rome, dir. Mario Rossi (7 avril 1957, 12 mai 1958*, RAI/INA / Tahra TAH 564)

78 tours
- Bach, Concerto italien, Fantaisie en do mineur, toccate en ré mineur, Les Discophiles français, Album 13, 4 disques (60-63)
- Rameau, Onze pièces pour clavier, Les Discophiles français, Album 14, 4 disques (64-67)
- Scarlatti, Les sonates pour clavier, Les Discophiles français, Album 15, 4 disques (68-71)
- Couperin, Neuf pièces pour clavier, Les Discophiles français, Album 16, 4 disques (72-75)
- Bach, Fantaisie en la mineur, Toccatas en do mineur et ré majeur Les Discophiles français, Album 17, 4 disques (76-79)
- Bach, Partitas en la mineur et si bémol, Les Discophiles français, Album 18, 4 disques (80-83)
- Debussy, Images et préludes, Les Discophiles français, Album 21, 4 disques (92-95)
- Bach, Fantaisie chromatique et fugue en ré mineur, Partita en do mineur, Les Discophiles français, Album 22, 4 disques (96-99)
- Bach, Partita en mi mineur, Les Discophiles français, Album 23, 4 disques (100-103)
- Ravel, Valses nobles et sentimentales, Gaspard de la nuit, Les Discophiles français, Album 25, 4 disques (108-111)
- Bach, Inventions à 2 et 3 voix, Les Discophiles français, Album 27, 6 disques (116-121)
- Schubert, Danses allemandes, op. 33, Ländler, op. 171, Ländler op. Post, Valses nobles, Valses sentimentales, Les Discophiles français, Album 31, 6 disques (134-138)
- Mozart, Sonate K. 310, Adagio, K. 540, Menuet, K. 355 et Gigue, K. 574, Les Discophiles français, Album 37, 4 disques
- Bach, Suite anglaise en fa majeur et Toccata en fa dièse mineur, Les Discophiles français, Album 38, 4 disques

Vinyle
- Bach, Concerto italien, Les Discophiles français, DF 13, 25 CM
- Rameau, Onze pièces pour clavier, Les Discophiles français, DF 14, 25 CM
- Scarlatti, Sonates, Les Discophiles français, DF 15, 25 CM
- Schubert, Valses nobles, valses sentimentales, Les Discophiles français, DF 31, 17 CM
- Mozart, Concertos pour piano, K. 466 et K. 488, avec L'orchestre Hewitt, dirigée par Maurice Hewitt, Les Discophiles français, DF 37, 30 CM
- Stravinsky, Petrouchka, Ragtime et Sérénade, Les Discophiles français, DF 48, 25 CM
- Couperin, Rameau, Debussy et Ravel Concert de musique française, Les Discophiles français, DF 86, 30 CM
- Rameau, L'œuvre pour clavier, Les Discophiles français, DF 98-99, 30 CM
- Ravel, L'Œuvre de piano, Les Discophiles français, DF 100-101, 30 CM
- Scarlatti, Les sonates pour clavier, Les Discophiles français, DF 139-140, 30 CM
- Chabrier, L'Œuvre de piano (avec Poulenc, Les Discophiles français, DF 151-152, 30 CM
- Stravinsky, Petrouchka, Ragtime, Sérénade, piano rag music et sonate, Les Discophiles français, DF 163, 30 CM
- Debussy, Les Préludes, Les Discophiles français, DF 211-212, 30 CM
- Mozart, Sonate en la majeur, K. 331, Les Discophiles français, EX 17.008, 17 CM
- Mozart, Sonate et Rondo, K. 533 et K. 494, Les Discophiles français, EX 17.009, 17 CM
- Rossini, Pièces pour piano, Les Discophiles français, EX 25.008, 25 CM